# Пепі I
Пепі I (Піопі I) — давньоєгипетський фараон з VI династії.
Був сином Теті II й цариці Іпут, яка, на думку деяких дослідників, була дочкою Уніса, останнього фараона попередньої династії.

## Життєпис
Відповідно до Манефона Пепі I, якого він називав Фіосом, правив 53 роки. Туринський царський папірус каже про 20 років його правління.
Найпізніша відома дата правління Пепі I — рік 25-го підрахунку худоби, відомий з напису в каменоломнях Хатнуба. Зазвичай за часів Стародавнього царства такий підрахунок великої рогатої худоби з метою взяття податків проводився раз на два роки, але проблема полягає в тому, що іноді худобу підраховували і щороку, а до кінця зазначеного періоду, тобто до часу правління Пепі I, навіть більш імовірно, що підрахунок проводився раз на рік. У будь-якому разі правління Пепі I було не меншим за 25 років.
Його тривале правління стало одним з останніх періодів розквіту Єгипту другої половини Стародавнього царства. Пам'ятники часів його царювання, великі та малі, розсіяні усім Єгиптом та є яскравим доказом, що Пепі I був повновладним володарем Єгипту від перших порогів до берегів Середземного моря.

### Сходження на престол
Імовірно, Пепі I зійшов на престол дуже рано після насильницької смерті свого батька Теті II та якийсь час правив під регентством своєї матері. Можливо, що між ним та його батьком короткий час царював фараон Усеркара. Можливо, останній був вождем змовників, що вбили його батька. Імовірно, у боротьбі з узурпатором Усеркарою Пепі I та його матері довелось шукати підтримки у провінційної знаті та навіть піти їм на поступки, передавши частину своїх владних повноважень начальникам областей.

### Військові кампанії

#### Похід на Синайський півострів
Затвердившись на троні, Пепі I почав завойовницькі походи. Про військове вторгнення єгиптян на Синайський півострів за Пепі I кажуть зображення й напис, що збереглись на скелях у Ваді-Магара. На рельєфі зображені фараон Пепі I, що здійснює церемонію урочистого бігу, а потім сцена тріумфу царя над подоланим ворогом-азіатом.
Ту експедицію супроводжував військовий загін на чолі з кількома капітанами кораблів, начальниками новобранців та під загальним командуванням «начальника війська Ібду, сина начальника воїнів Мері-Ра-анх».

#### Підкорення Нубії
Напис в області Томаса каже про похід Пепі I до Нубії, до самого другого порогу, «для відкриття країн Вавата». В Нубії він настільки посилив свою владу, що місцеві племена (ірерчет, маджаї, вават, каау тощо) були зобов'язані у разі війни виставляти допоміжні загони для його армії.

#### Походи вельможі Уни

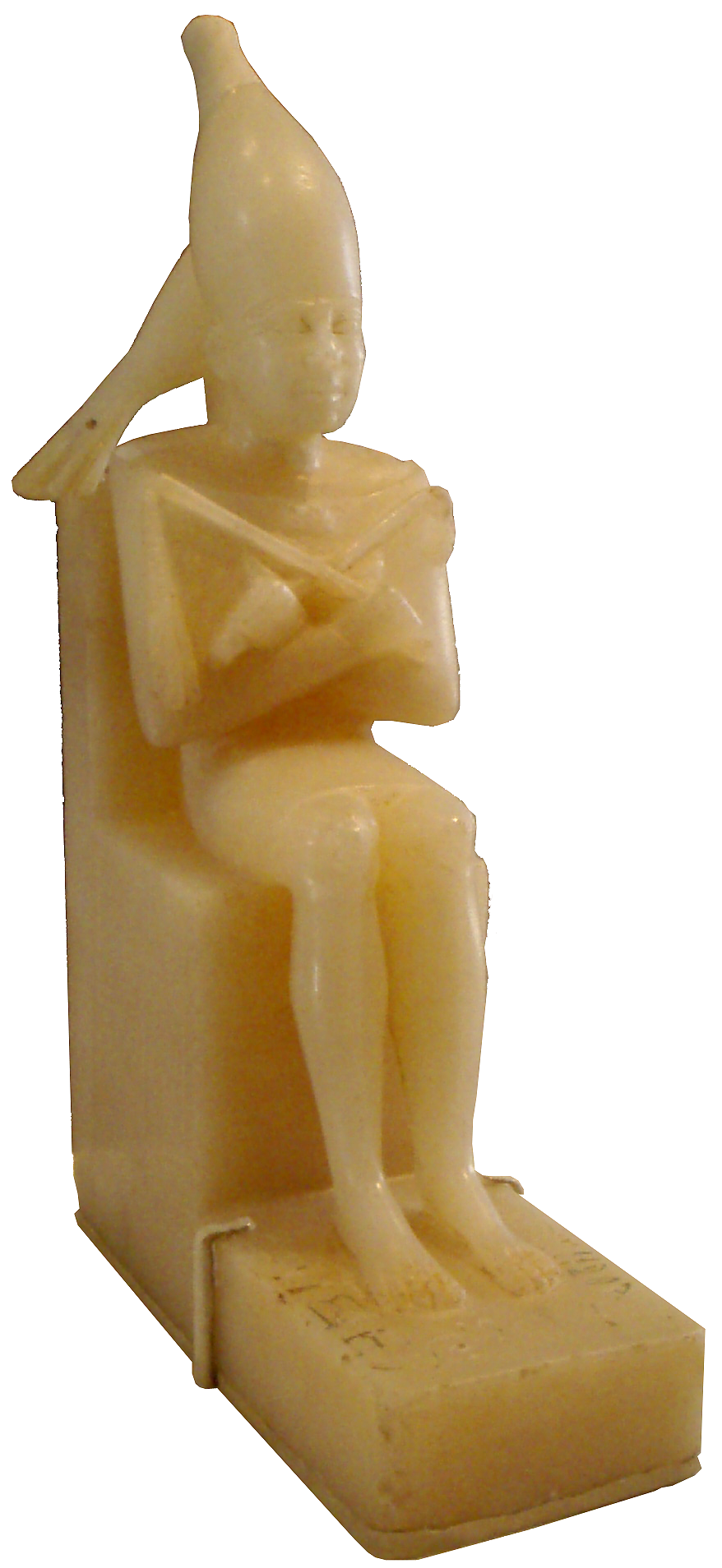
Статуетка царя Пепі I. Бруклінський музей, Нью-Йорк (39.120) Алебастр. 26,5 × 15,7 см. Напис на базі статуї уточнює, що статуя була створена на честь першого святкування «Сед» Пепі I

З біографічного напису вельможі Уни, сучасника Пепі I, стало відомо про військові кампанії єгиптян на території Палестини. Фараон, мобілізувавши воїнів у всьому Єгипті, від острова Елефантина до Дельти та посиливши їх допоміжними контингентами з Північної Нубії та лівійців, відрядив їх під командуванням Уни для захисту від набігів бедуїнських племен херуїша (букв. «ті, хто на піску») Синайського півострова й пустельних районів Південної Палестини. Похід завершився цілковитим успіхом.
Однак потрібно було провести ще п'ять походів, щоб остаточно підкорити племена азіатів. Під час останнього походу, посадивши частину війська на кораблі, Уна вирушив уздовж берега Південної Палестини, й переслідував бедуїнів до Палестинських пагорбів, розташованих трохи на північ від країни Херіуша, де він вдерся до володінь сталого населення, яке вирощувало смоківниці та виноград, і захопив там великий полон. Це підтверджено знахідкою скарабея доби VI династії на південь від Єрусалима, у шарах, що відповідають Стародавньому царству. У звіті Уни йшлось, що він досягнув «Носа Антилопи», що може відповідати мису Кармель.
Все ж військові експедиції, споряджені за Пепі I до Південної Палестини, не принесли Єгипту жодного помітного впливу в регіоні та радше свідчать про спроби фараона зміцнити свої кордони, ніж про бажання підкорити східні землі.

### Розширення торгових відносин
Війни Пепі I мали на меті зміцнення економічного та політичного панування єгиптян у сусідніх країнах. Тому вони супроводжувались широкою зовнішньою торгівлею. Єгиптяни установили міцні торгові зв'язки з прибережними містами Сирії та, передусім, з Біблом.
Значну увагу Пепі I приділяв караванній дорозі, що вела з Коптоса руслом висохлого потоку Ваді-Хаммамат до берега Червоного моря, що мала величезне економічне та військове значення. Тією дорогою за часів VI династії проходили численні та великі каравани, відряджені за каменем, рудою та іншими видами сировини. Та дорога пов'язувала Єгипет з узбережжям Червоного моря, звідки відкривались подальші морські шляхи на Синайський півострів, до Аравії та областей східної Африки (Пунт).

### Будівельні роботи
Часи правління Пепі I ознаменувалось і значною архітектурною програмою: храмові комплекси були зведено за наказом царя в Абідосі, Бубастісі, Дендері, Єраконполі та на острові Елефантина; всі ті пам'ятники практично не дійшли до нашого часу.
В Дендері у храмі цариці неба Хатхор у віддаленому приміщенні було знайдено напис про те, що Пепі I робив прибудови до святилища, заснованого ще царем Хеопсом. На пам'ять про ту подію він носив титул «Коханий Хатхор із Дендери». Культ фараона Пепі I підтримувався у храмі навіть на межі нашої ери — тобто за 2300 років потому.
Ще про царювання Пепі I відомо, що він заснував велике місто, назвавши його своїм іменем. Лежало воно у Середньому Єгипті, але місце розташування його невідомо; невідомо також, чи не змінилась його назва на будь-яку з відомих у подальші часи.

### Занепад царської влади
Незважаючи на всі успіхи, царська влада за Пепі I не була вже достатньо міцною. Більшість єгиптологів вважають, що його влада значною мірою була обмежена впливовими вельможами й жерцями. Внутрішня нестабільність у державі була ускладнена змовами у самому царському дворі. Від останніх років правління Пепі збереглось свідчення про палацову змову (за нього таємними судом засудили царицю Уретхетес, імовірно, причетну до інтриг), а також згадка про двох лжецарів.

### Смерть і поховання

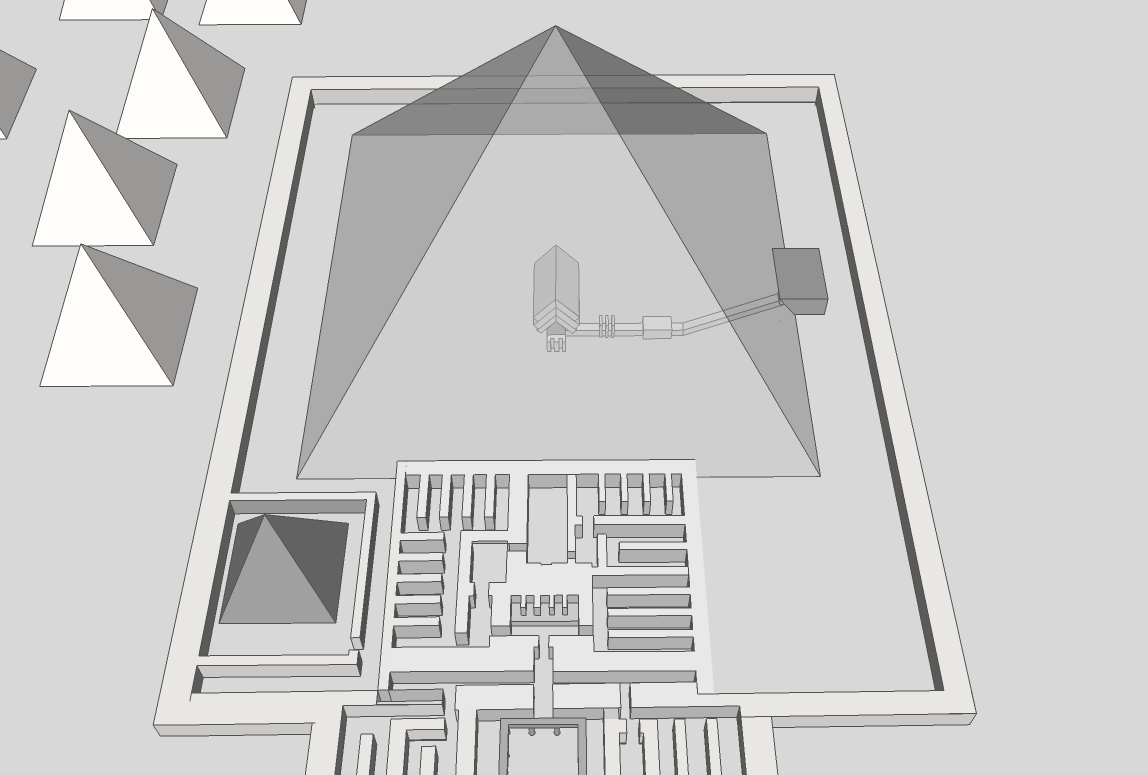
Схема піраміди Пепі I

Свою піраміду Пепі I розмістив у Саккарі, причому не поряд зі ступінчастою пірамідою Джосера у Північній Саккарі, де розташовувались піраміди його попередників Уніса й Теті II, а за кілька кілометрів на південь, у Південній Саккарі, де вже була збудована піраміда Джедкари Ісесі. Поховальний комплекс Пепі I отримав назву Мен-нефер («Гарне місце»). Його було збудовано неподалік від храму головного бога міста Мемфіса Птаха. Поступово назва перейшла спочатку на храм, а потім і на саме місто — столицю Стародавнього царства, яке за легендою заснував Менес і первинно мало назву Інебу-хедж («Білі стіни»). Назва Мен-нефер надалі була транскрибована греками як Мемфіс.
Нині піраміда Пепі I сильно зруйнована, бо її упродовж багатьох століть використовували як каменоломню; її руїни майже нічим не відрізняються від навколишніх барханів. Ширина її основи нині не перевищує 70 м (первинно близько 80 × 80 м), а висота — 12 м. Цікаво, що для її будівництва використовувались блоки, що вже лежали у руїнах старих мастаб. Піраміда має мегалітичний нижній ярус, збудований с використанням складних технологій, і примітивну купу щебеню нагорі. Оздоблення має численні прямокутні заплати — сліди ремонту. Храм біля піраміди також має явні ознаки стародавнього ремонту: разом без жодної системи зібрано блоки з абсолютно різного матеріалу — граніту, вапняку, алебастру.
Її внутрішня будова повторює план пірамід Уніса й Теті. Однак, у її сердабі немає ніш. Верхній храм, більша частина комор якого збереглась на двох рівнях, був цілком розкопаний, також, як і південно-східний кут внутрішнього масиву піраміди. Наприкінці 1980-х років були відкриті дві піраміди цариць.
Попри те, що царський саркофаг було знайдено розбитим, у невеликому заглибленні підлоги у поховальній камері було виявлено ковчег для каноп, який все ще містив один з чотирьох посудин із забальзамованими царськими нутрощами. З цією пірамідою пов'язана одна з найбільш зворушливих подій в історії єгиптології. У ній вперше було виявлено «Тексти Пірамід». Окремі частини «Текстів пірамід» з тієї гробниці зберігаються у багатьох музеях світу.

## Статуї Пепі I
Дві мідні статуї Пепі I та його сина Меренри були знайдені в одній з підземних комор храму в Єраконополі. Вони, імовірно, зображують тих двох представників царської родини, які символічно «розтоптують ногами Дев'ять Луків», стилізоване уявлення завойованих Єгиптом чужоземних країн. Разом із цими рідкісними статуями були знайдені статуя фараона Хасехемуї (II династія) й теракотове левеня, що належить до Тінітської доби.